# Deutsche Straßen-Radmeisterschaften 2011
Die Deutschen Straßen-Radmeisterschaften 2011 fanden vom 24. bis 26. Juni in Neuwied und das Straßenrennen der U23 am 11. Juni in Cottbus statt.

## Einzelzeitfahren

### Frauen
| Platz | Athletin            | Zeit          |
| ----- | ------------------- | ------------- |
| 1     | Judith Arndt        | 36:03,22 min  |
| 2     | Charlotte Becker    | + 0:44,97 min |
| 3     | Ina-Yoko Teutenberg | + 0:59,96 min |
| 4     | Trixi Worrack       | + 1:45,81 min |
| 5     | Hanka Kupfernagel   | + 2:03,02 min |
| 6     | Lisa Brennauer      | + 2:28,34 min |
| 7     | Claudia Häusler     | + 3:03,24 min |
| 8     | Adelheid Schütz     | + 3:19,60 min |
| 9     | Madeleine Sandig    | + 3:27,16 min |
| 10    | Elke Gebhardt       | + 3:59,87 min |

Länge: 27,7 km

Start: Freitag, 24. Juni, Start 12:00 Uhr MESZ

Strecke: Neuwied, Langendorfer Straße – B42 bis Bad Hönningen und zurück

Durchschnittsgeschwindigkeit der Siegerin: 46,1 km/h
Es kamen 52 Athletinnen ins Ziel.

### Männer
| Platz | Athlet              | Zeit          |
| ----- | ------------------- | ------------- |
| 1     | Bert Grabsch        | 49:51,38 min  |
| 2     | Tony Martin         | + 0:59,22 min |
| 3     | Patrick Gretsch     | + 1:33,92 min |
| 4     | Richard Stockhausen | + 1:37,52 min |
| 5     | Sebastian Lang      | + 1:42,03 min |
| 6     | Christian Knees     | + 2:03,88 min |
| 7     | Timon Seubert       | + 2:10,04 min |
| 8     | Stefan Schumacher   | + 3:11,18 min |
| 9     | Michael Weicht      | + 3:20,36 min |
| 10    | Marcel Kittel       | + 3:33,49 min |

Länge: 43,2 km

Start: Freitag, 24. Juni, Start 15:30 Uhr MESZ

Strecke: Neuwied, Langendorfer Straße – B42 bis Linz und zurück

Durchschnittsgeschwindigkeit des Siegers: 51,99 km/h
Es kamen 36 Athleten ins Ziel.

### Männer U23
| Platz | Athlet               | Zeit          |
| ----- | -------------------- | ------------- |
| 1     | Christopher Muche    | 33:37,57 min  |
| 2     | Kersten Thiele       | + 0:36,46 min |
| 3     | Jakob Steigmiller    | + 1:03,55 min |
| 4     | Harry Kraft          | + 1:08,25 min |
| 5     | Felix Spensberger    | + 1:17,24 min |
| 6     | Jasha Sütterlin      | + 1:18,63 min |
| 7     | Yannick Mayer        | + 1:22,40 min |
| 8     | Hans-Joachim Benning | + 1:24,11 min |
| 9     | Franz Schiewer       | + 1:26,48 min |
| 10    | Maximilian Werda     | + 1:30,23 min |

Länge: 27,7 km

Start: Freitag, 24. Juni, Start 13:30 Uhr MESZ

Strecke: Neuwied, Langendorfer Straße – B42 bis Bad Hönningen und zurück

Durchschnittsgeschwindigkeit des Siegers: 49,43 km/h
Es kamen 71 Athleten ins Ziel.

## Straßenrennen

### Frauen
| Platz | Athletin                 | Zeit         |
| ----- | ------------------------ | ------------ |
| 1     | Ina-Yoko Teutenberg      | 2:48:04 h    |
| 2     | Judith Arndt             | gleiche Zeit |
| 3     | Hanka Kupfernagel        | + 4:42 min   |
| 4     | Daniela Gaß              | + 4:44 min   |
| 5     | Martina Zwick            | gleiche Zeit |
| 6     | Charlotte Becker         | gleiche Zeit |
| 7     | Anna-Bianca Schnitzmeier | gleiche Zeit |
| 8     | Lisa Brennauer           | gleiche Zeit |
| 9     | Madeleine Sandig         | gleiche Zeit |
| 10    | Romy Kasper              | gleiche Zeit |

Länge: 112 km

Start: Sonntag, 26. Juni, Start 8:00 Uhr MESZ

Strecke: Rundstrecke in Neuwied, 16 km

Durchschnittsgeschwindigkeit der Siegerin: 39,98 km/h
Es kamen 43 Athletinnen ins Ziel.

### Männer
| Platz | Athlet         | Zeit         |
| ----- | -------------- | ------------ |
| 1     | Robert Wagner  | 4:43:23 h    |
| 2     | Gerald Ciolek  | gleiche Zeit |
| 3     | John Degenkolb | gleiche Zeit |
| 4     | André Greipel  | gleiche Zeit |
| 5     | Roger Kluge    | gleiche Zeit |
| 6     | Marcel Sieberg | gleiche Zeit |
| 7     | André Schulze  | gleiche Zeit |
| 8     | Eric Baumann   | gleiche Zeit |
| 9     | Rüdiger Selig  | gleiche Zeit |
| 10    | Jacob Fiedler  | gleiche Zeit |

Länge: 208 km

Start: Sonntag, 26. Juni, Start 11.00 Uhr MESZ

Strecke: Rundstrecke in Neuwied, 16 km

Durchschnittsgeschwindigkeit des Siegers: 43,83 km/h
Es kamen 81 Athleten ins Ziel.

### Männer U23
| Platz | Athlet              | Zeit            |
| ----- | ------------------- | --------------- |
| 1     | Fabian Schnaidt     | 4:40:45 Stunden |
| 2     | Ralf Matzka         | gleiche Zeit    |
| 3     | Rüdiger Selig       | gleiche Zeit    |
| 4     | Yannick Mayer       | gleiche Zeit    |
| 5     | Harry Kraft         | gleiche Zeit    |
| 6     | Philipp Ries        | gleiche Zeit    |
| 7     | Daniel Klemme       | gleiche Zeit    |
| 8     | Nikias Arndt        | gleiche Zeit    |
| 9     | Theo Reinhardt      | gleiche Zeit    |
| 10    | Raphael Freienstein | gleiche Zeit    |

Länge: 195,6 km

Start: Sonntag, 11. Juni, Start 10:00 Uhr MESZ

Strecke: Neuhausen-Gablenz-Döbern-Krauschwitz-Rietschen-Horka-Kodersdorf-Ebersbach-Kodersdorf-Niesky-Kreba-Boxberg-Schleife-Spremberg-Laubsdorf-Komtendorf-Kiekebusch-Cottbus
Es kamen 93 Athleten ins Ziel.